# Sonderbehandlung
Sonderbehandlung (pol. traktowanie specjalne, potraktowanie szczególne) – eufemizm używany przez funkcjonariuszy nazistowskich oraz członków SS do nazwania egzekucji dokonywanych bez sądu, jedynie na podstawie decyzji podjętej przez Gestapo i zatwierdzonej przez Główny Urząd Bezpieczeństwa Rzeszy.

## Historia
„Szczególne traktowanie” pojawiło się po raz pierwszy w dalekopisie szef policji bezpieczeństwa z dnia 20 września 1939 roku zaadresowanym do placówek Gestapo udzielającym zezwolenia na uproszczenie procedury skazywania na śmierć osób, które wystąpiły przeciw interesom narodu niemieckiego oraz III Rzeszy.
Najczęściej „szczególnie traktowano” podludzi oskarżonych o pobicie Niemca, dokonanie sabotażu, utrzymywanie stosunków intymnych z Niemcami tzw. „zhańbienie germańskiej rasy”. W praktyce „szczególne traktowanie” umożliwiało zamordowanie każdej osoby niewygodnej dla reżimu narodowych socjalistów bądź oskarżonych o dokonanie czynu zakazanego nazistowskim prawem.
Wyroki dokonywano zazwyczaj przez publiczne powieszenie skazańca w obecności Gestapo lub innych przedstawicieli władz hitlerowskich oraz spędzonej siłą na miejsce egzekucji lokalnej ludności.